# Съри
 Тази статия е за Английското графство Съри.  За канадския град Съри вижте Съри (град, Канада).  
Съри (на английски: Surrey) е историческо, административно и церемониално графство в регион Югоизточна Англия. Голяма част от територията му е заета от предградия на Лондон, който се намира непосредствено на североизток от Съри. През 1963 административният център на графството Кингстън на Темза е присъединен към Голям Лондон и днес администрацията на Съри се намира извън неговата територия.

## Общини
1. Спелторн (Spelthorne)
2. Рънимийд (Runnymede)
3. Съри Хийт (Surrey Heath)
4. Уокинг (Woking)
5. Елмбридж (Elmbridge)
6. Гилфорд (Guildford)
7. Уейвърли (Waverley)
8. Мол Вали (Mole Valley)
9. Епсъм и Юел (Epsom and Ewell)
10. Райгейт и Банстейд (Reigate and Banstead)
11. Тандридж (Tandridge)